# Jean-Paul Zahn
Pour les articles homonymes, voir Zahn.
Jean-Paul Zahn, né le 23 mars 1935 à Mulhouse et mort le 15 juillet 2015 à Antony, est un astrophysicien français.

## Biographie
Jean-Paul Zahn passe son baccalauréat à Mulhouse en 1953, entre à l'École normale supérieure en 1955, passe l'agrégation de sciences physiques en 1959, devient assistant puis maître-assistant à la Sorbonne en 1959.
Il effectue son service militaire de 1960 à 1962 et revient alors à l’Institut d’astrophysique de Paris où il soutient sa thèse en 1966 sur le problème des marées dans les étoiles doubles, dans laquelle il met en évidence pour la première fois les mécanismes physiques responsables de la dissipation et de l’évolution des systèmes doubles.
Nommé astronome en 1966, Jean-Paul Zahn s’installe à l’Observatoire de Nice dont il deviendra le directeur en 1972.
Il quitte Nice en 1981 pour prendre la direction de l’Observatoire du Pic du Midi (qu’il ouvre aux astronomes amateurs) et de Toulouse (qu’il ouvre à l’océanographie spatiale) jusqu’en 1988.
Jean-Paul Zahn effectue des séjours de plusieurs années aux États-Unis en tant que professeur ou visiteur (Goddard Institute for Space Studies à New York, université Columbia à New York, université de New York, université du Colorado).
Il fonde en 1984 avec quelques collègues le CERFACS (Centre Européen de Recherche et de Formation Avancée en Calcul Scientifique), et lance le projet de Fondation pour le Pic du Midi. Jean-Paul Zahn s’installe à l’Observatoire de Paris en 1993, où il est astronome émérite depuis 2003.

## Œuvre scientifique
Spécialiste de dynamique des fluides, Jean-Paul Zahn a fait progresser les théories de la structure et de l'évolution des étoiles, en particulier de celle du Soleil. Il a également effectué des travaux sur les instabilités hydrodynamiques, avec des applications à d'autres objets astrophysiques (disques, étoiles doubles, etc.).
Il est très connu pour son étude de la friction induite par les forces de marée dans les systèmes binaires. Profitant de son expérience, il s’est investi depuis le début des années 2000 dans les effets de marées appliqués aux planètes solaires et extra-solaires.
C’est lui qui a introduit l’effet de la rotation dans la structure interne des étoiles. Il a été le premier à modéliser la couche fortement cisaillée située au bas de la zone convective des étoiles de type solaire, à laquelle il a donné le nom de tachocline.

## Activités pédagogiques
Jean-Paul Zahn a toujours eu l’enseignement à cœur, y compris lorsque celui-ci ne faisait pas partie de ses devoirs statutaires. Il a donc participé durant toute sa vie aux enseignements d’astrophysique à tous les niveaux. Il a organisé ou a participé à plusieurs écoles pour jeunes chercheurs. Il s’est également toujours impliqué dans la popularisation de l’astronomie. Il a ouvert dès les années 1980 l’Observatoire du Pic du Midi aux amateurs, avec la mise à disposition d’un télescope de 60 cm, il a publié de nombreux articles de vulgarisation, a participé à des émissions radiophoniques et télévisées, a donné de nombreuses conférences et causeries dans des écoles et lycées, des clubs d’astronomie des maisons de la culture.

## Responsabilités
À partir des années 1970, il a assuré successivement ou parallèlement de nombreux postes à responsabilité dans des organismes scientifiques de différentes natures. Il a dirigé les observatoires de Nice (1972-1981), du Pic-du-Midi et de Toulouse (1981-1988). Il a présidé ou vice-présidé des sections ou des organismes tels que le Comité national de la recherche scientifique, le Conseil scientifique de l’INAG (1975-1980), le Comité National Français d’Astronomie (1982-1984), l’association fondatrice du CERFACS (1984-1987), l’association pour la Fondation du Pic-du-Midi (1986-1993, le Conseil scientifique du Centre de Calcul Vectoriel pour la Recherche (1983-1987), la Société Française des Spécialistes d’Astronomie (1992-1994), le DEA Astrophysique et Techniques Spatiales (1995-1999), la commission Constitution des Étoiles de l’UAI (1997-2000), la Société Européenne d’Astronomie (EAS) (1997-2001). Il a en outre été éditeur scientifique de EAS Publications Series (chez EDP Sciences) (2000-2014), et président ou membre de divers conseils d’évaluation comme le Comité d’Évaluation des universités, le Centre d’études et de recherches en astrométrie et géodynamique, l'Institut d'Astrophysique de Paris, l'Institut d’astrophysique spatiale, les observatoires de Besançon, Grenoble, Haute Provence, Lyon, Marseille, Paris, Strasbourg, le Service d’Astrophysique Saclay (DAPNIA/CEA Saclay). Il a organisé l’école de physique stellaire d’Aussois (1997-2012), l’École de physique des Houches (1987), une école NATO à Bucarest pour l’éclipse de 1999, et différents congrès internationaux (Nice 1976 ; Toulouse 1984 ; Les Houches 1989 ; les Joint European and National Astronomical Meetings 1998, 1999, 2000, 2001; Joint Discussion 5 de l’UAI 2000).

## Publications
- Actes de colloques :
  - (en) Problems of Stellar Convection, Spiegel E. A., Zahn J.-P., 1977, (Lecture Notes in Phys. 71, Springer)
  - (en) Rotation and Mixing in Stellar Interiors, Goupil M.-J., Zahn J.-P., 1990, (Springer)
  - Dynamique des Fluides Astrophysiques, Zahn J.-P., Zinn-Justin J., 1993, Les Houches, session XLVII (Elsevier Science Publ.)
  - Génération et Interprétation des Oscillations Stellaires, Provost J., Schatzman E., Zahn J.-P., 1997, École d’Aussois : (éd. GdR 191)
  - (en) Advances in Solar Research at Eclipses, from 'Ground and from Space' , Zahn J.-P., M. Stavinschi, 2000, NATO ASI on (Kluwer) C 558
  - (en) Mixing and Diffusion in Stars: Theoretical Predictions and Observational Constraints, VandenBerg D., Zahn J.-P., 2000, (24th GA of the IAU)
  - Étoiles Jeunes et Formation Stellaire, Bouvier J., Zahn J.-P., 2001, École d’Aussois (éd. PNPS).
- Une centaine d’articles dans des journaux à relecture
- Une cinquantaine d’articles de revues
- Participation à de nombreux ouvrages collectifs
- Nombreux articles dans des journaux de vulgarisation.
- Directeur scientifique de la collection EAS Publication Series de 2001 à 2012 (EDP Sciences)

## Distinctions et récompenses
- Médaille de bronze du CNRS 1967
- Prix Henry-Rey et Médaille Commémorative de la Société astronomique de France1969[7]
- Prix Paul et Marie Stroobant de l’Académie Royale de Belgique 1983
- Prix du CEA (grand prix de l’Académie des Sciences) 1997
- Prix Jules-Janssen de la Société Astronomique de France 2003

Deux colloques internationaux ont été organisés en son honneur.
- L'astéroïde (256537) Zahn fut nommé en son honneur[8].